# 非洲水鼠屬
非洲水鼠屬（Dasymys），哺乳綱、囓齒目、鼠科的一屬，而與非洲水鼠屬（非洲水鼠）同科的動物尚有西非鼠屬（西非鼠）、束鼠屬（束鼠）、巨齒鼠屬（巨齒鼠）、井鼠屬（井鼠）等之數種哺乳動物。